# Santa Maria delle Grazie nel Cimitero di San Giovanni in Laterano
Santa Maria delle Grazie nel Cimitero di San Giovanni in Laterano är en dekonsekrerad kyrkobyggnad i Rom, helgad åt Jungfru Maria och särskilt åt hennes roll som Vår Fru av Nåden. Den är belägen vid Via di San Giovanni in Laterano i Rione Monti.

## Kyrkans historia
År 1812, under påve Pius VII:s pontifikat, restaurerades en äldre kyrka på denna plats och helgades åt Vår Fru av Nåden. Den kom att utgöra begravningskapell vid kyrkogården Cimitero di San Giovanni in Laterano. År 1826 överfördes en undergörande Mariaikon från den närbelägna kyrkan Santa Maria Imperatrice till Santa Maria delle Grazie; anledningen var att den förstnämnda kyrkan var förfallen. Efter år 1870 förbjöds begravningar innanför Roms murar och kyrkan förlorade då sitt primära raison d'être. Det närliggande Ospedale delle Donne övertog kyrkogården och gjorde om den till en trädgård.
Kyrkan Santa Maria delle Grazie dekonsekrerades och användes som bårhus för Ospedale del Santissimo Salvatore. År 1994 byggdes den forna kyrkan om till kontor för sjukhusets administration. Vid Via di San Giovanni in Laterano nummer 62 finns en 1400-talsportal med påve Pius VII:s vapen. Till vänster om portalen sitter en relief föreställande Frälsaren (Santissimo Salvatore).

## Bilder
| - Påve Pius VII:s vapen. - Relief föreställande Frälsaren Jesus Kristus. |